# Jacob Lub
Jacob Lub (Garijp, 1 mei 1868 – Heidelberg (ZAR), 23 mei 1926) was een Zuid-Afrikaans docent, onderwijsbestuurder en schrijver. Hij was afkomstig uit Nederland en behoorde tot de laatste generatie van Nederlandse schrijvers die in Zuid-Afrika in het Nederlands schreef. Later begon hij ook te schrijven in het Afrikaans, reeds voor de officiële erkenning van die taal. Engelse dialogen kwamen daarbij ook veelvuldig voor. Lub hield zich bezig met de literaire genres poëzie en drama, maar zijn voornaamste bijdrage lag op het gebied van proza. In zijn oeuvre schreef hij veel over mensen van de lagere sociale klasse, en in het bijzonder over de arme blanken die hij in de steden zag en voor wie hij compassie voelde.

## Leven en carrière
Jacob Lub werd op 1 mei 1868 geboren in Garijp, Friesland. Zijn vader was Pieter Jacobs Lub uit Enkhuizen, schoolhoofd in Friesland, en zijn moeder was Fempje Hart. In oktober 1892 ging Lub wonen in de Zuid-Afrikaansche Republiek (ook bekend als ZAR of Transvaal) en werd schoolhoofd in Brakfontein, niet ver van Pretoria. Vervolgens gaf hij een jaar les aan het St. Birinuscollege, waarna hij docent werd aan de Staatsmodelschool in Pretoria, een school waar onderwijzers van de Zuid-Afrikaansche Republiek werden opgeleid. Toen president Kruger in de regio zeven scholen oprichtte die tegemoet moesten komen aan enkele Engelse eisen, werd Lub aangesteld als schoolhoofd in Maraisburg.
Een jaar later brak de Tweede Boerenoorlog uit, waarin Lub op verzoek van de regering het bevel voerde over de hospitaaltrein. Na een heftige strijd verloor de Zuid-Afrikaansche Republiek – samen met de Oranje Vrijstaat – de oorlog en werd de ZAR definitief door het Verenigd Koninkrijk geannexeerd. Omdat Lub trouw bleef aan de vorige regering en enkele aantrekkelijke aanbiedingen van het nieuwe landsbestuur afwees, moest hij na de vredesluiting tevreden zijn met een assistentenfunctie aan een school in Vrededorp, bij Johannesburg. Na daar drie jaar werkzaam te zijn geweest, coördineerde hij vier jaar lang het Nederlands in het onderwijs van de regio. De drie jaren daarop doceerde hij Nederlands aan de Normaalschool van Johannesburg, waarna hij inspecteur werd van Nederlands in het regionaal onderwijs, eerst gevestigd in Johannesburg en toen in Heidelberg. Op 25 mei 1926 overleed Lub daar na een ziekbed.

## Publicaties
- 1908 - Eenvoudige mense (vertellingen)
- 1910 - Donker Johannesburg
- 1912 - In en om de Goudstad
- 1913 - Het zwarte gevaar
- 1918 - Oom Frikkie en ander sketse
- 1918 - Eenvoudige mense (toneelstuk)
- 1919 - Kinderversies

- Library of Congress Control Number: no2007036939
- Virtual International Authority File: 16997645